# Gare de Kivistö
La gare de Kivistö (en finnois : Kivistön rautatieasema) est une gare ferroviaire située dans le quartier de Kivistö à Vantaa en Finlande.